# Lumachelle
La lumachelle (lumachella, diminutif de lumaca, « escargot ») est une roche sédimentaire  contenant un grand nombre d'organismes fossiles entiers ou brisés accumulés par sédimentation. On peut la classer parmi les roches carbonatées, car elle contient plus de 50% de matériel carbonaté et parmi les roches détritiques, car elle se compose de plus de 50% de débris (biodétritique). 
Les lumachelles se distinguent des récifs : dans ces derniers les animaux fossilisés sont sédimentés en position de vie.

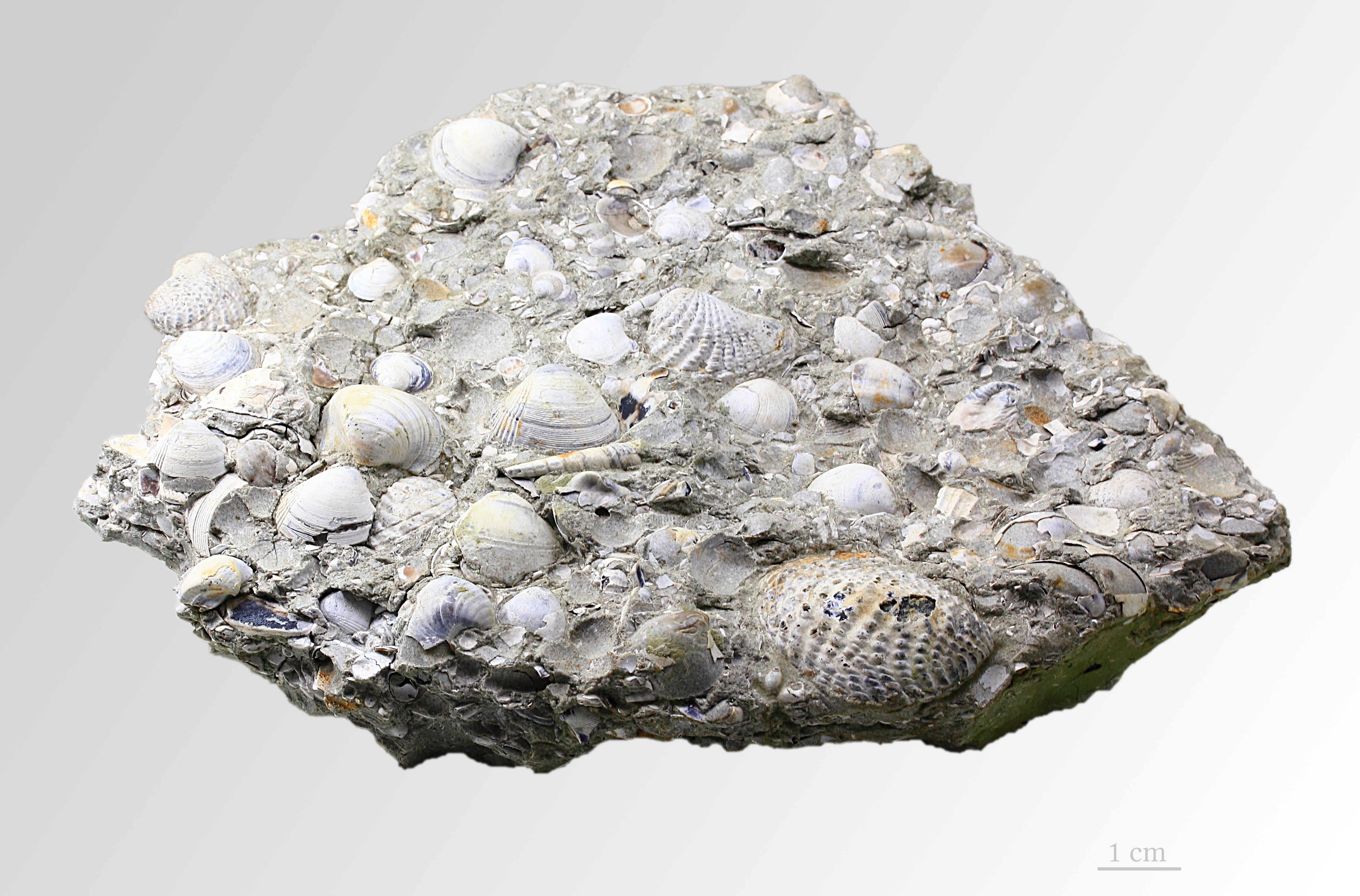
Lumachelle à Trigonia daedalea du piémont alpin, Muséum de Turin, Italie.

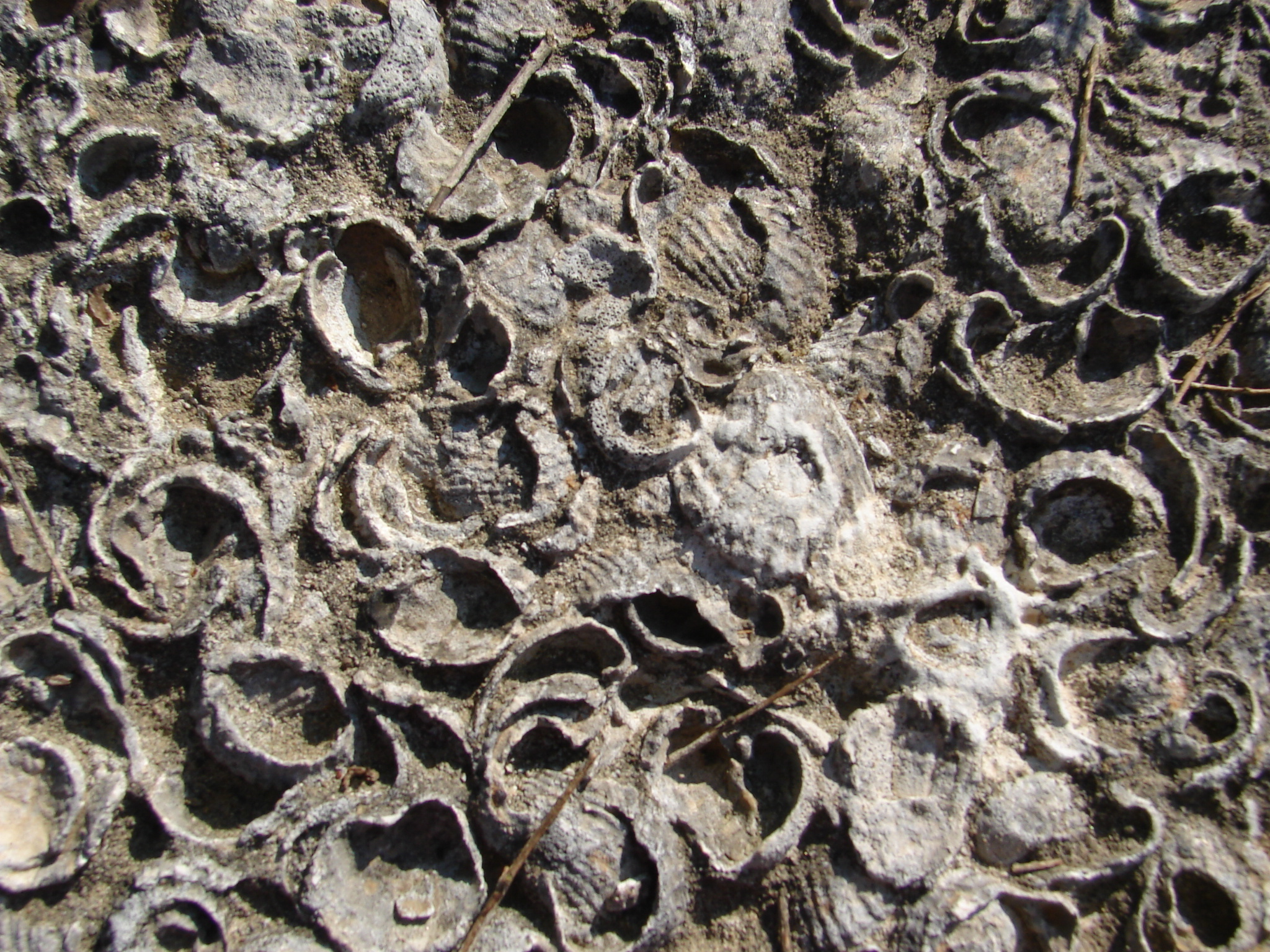
Lumachelle à Olympie, Grèce.

## Origine
Les lumachelles ont deux origines possibles :
1. accumulation dans des zones d'une grande productivité biologique (deltas, estuaires, lagunes, sources minéralisées) où certaines communautés d'espèces peuvent alors construire d'importants récifs (bioconstruction). À la mort des organismes, leurs coquilles ou carapaces se désagrègent et s'accumulent ;
2. accumulation après l'arrêt de la sédimentation : les coquilles et carapaces tombent toujours au même rythme au fond de l’eau mais les argiles ne se déposent plus : la couche est donc bioclastique.

## Principaux fossiles
Les coquilles d'ostréidés (de type gryphées), dont les valves restent parfois jointives, constituent fréquemment des lumachelles, ainsi que les rudistes du genre Toucasia.

## Parasitisme
Dans les lumachelles, les traces de parasitisme des coquillages sont communes. C'est par exemple le cas des huîtres fossiles Ceratostreon flabellatum ou Rhynchostreon suborbiculatum, souvent percées par des parasites foreurs de type cliones ou gastéropodes prédateurs, alors que les bancs d'huîtres de densité inférieure à 5-10 individus par m² n'étaient pas affectés par ces mêmes parasites.